# Brian Sampson
Brian Sampson (ur. 17 lipca 1935 w Melbourne, zm. 17 listopada 2023) – australijski kierowca wyścigowy. 

## Biografia
Karierę kierowcy wyścigowego rozpoczął w 1954 roku, kiedy to rywalizował MG TD ojca w wyścigu górskim w Tuerong. W swojej karierze uczestniczył w różnego rodzaju zawodach, jak wyścigi górskie i płaskie formułami i samochodami turystycznymi, a także wyścigi długodystansowe. W latach 1961–1962 wygrywał Renault Gordini wyścig Armstrong 500 w swojej klasie. W roku 1968 nabył sprzedającą części samochodowe firmę Eddie Thomas Speed Shop, którą zreorganizował i przemianował na Speco. W roku 1975 wspólnie z Peterem Brockiem wygrał Holdenem LH Torana L34 wyścig Hardie-Ferodo 1000, zaś dwa lata później zwyciężył w zawodach Rothmans 500. W latach 80. zintensyfikował starty samochodami jednomiejscowymi. W 1993 roku zajął siódme miejsce w Grand Prix Indonezji. W 2001 roku rozpoczął starty w mistrzostwach Formuły Ford stanu Wiktoria, w których zajął wówczas trzecią pozycję. Karierę zakończył w 2013 roku. Był również kolekcjonerem samochodów wyścigowych.

## Wyniki
| Legenda oznaczeń w tabelach wyników Wyświetl szablon na nowej stronie | Legenda oznaczeń w tabelach wyników Wyświetl szablon na nowej stronie                                                                     |
| Oznaczenie                                                            | Wyjaśnienie |
| --------------------------------------------------------------------- | --- |
| Złoty                                                                 | Zwycięzca lub mistrzostwo |
| Srebrny                                                               | 2. miejsce lub wicemistrzostwo |
| Brązowy                                                               | 3. miejsce lub II wicemistrzostwo |
| Zielony                                                               | Ukończył, punktował (w klasyfikacji generalnej, gdy zdobył co najmniej jeden punkt na przestrzeni sezonu, poza trzema powyższymi opcjami) |
| Niebieski                                                             | Ukończył, nie punktował (w klasyfikacji generalnej, gdy nie zdobył co najmniej jednego punktu na przestrzeni sezonu)                      |
| Czerwony                                                              | Nie zakwalifikował się (NZ) |
| Czerwony                                                              | Nie prekwalifikował się (NPK) |
| Różowy                                                                | Nie ukończył (NU) |
| Różowy                                                                | Niesklasyfikowany (NS) (w klasyfikacji generalnej, gdy nie został sklasyfikowany w żadnym wyścigu sezonu)                                 |
| Czarny                                                                | Zdyskwalifikowany (DK) |
| Czarny                                                                | Wykluczony (WYK/EX) |
| Biały                                                                 | Nie wystartował (NW) |
| Biały                                                                 | Kontuzjowany (K/INJ) |
| Biały                                                                 | Wyścig odwołany (OD/C) |
| Bez koloru                                                            | Został wycofany (WYC/WD) |
| Bez koloru                                                            | Nie przybył (NP/DNA) |
| Bez koloru                                                            | Nie brał udziału w treningach (NT/DNP) |
| Bez koloru                                                            | Nie został zgłoszony (–) |
| Pogrubienie                                                           | Start z pole position |
| Kursywa                                                               | Najszybsze okrążenie wyścigu |
| †                                                                     | Nie ukończył, ale jego rezultat został zaliczony ze względu na przejechanie więcej niż 90% dystansu wyścigu.                              |
| *                                                                     | Sezon w trakcie |
| 1/2/3                                                                 | Punktowana pozycja w sprincie kwalifikacyjnym                                                                                             |
| Lista systemów punktacji Formuły 1                                    | |

### World Touring Car Championship
| Rok  | Zespół                       | Samochód                       | Wyniki w poszczególnych eliminacjach | Wyniki w poszczególnych eliminacjach | Wyniki w poszczególnych eliminacjach | Wyniki w poszczególnych eliminacjach | Wyniki w poszczególnych eliminacjach | Wyniki w poszczególnych eliminacjach | Wyniki w poszczególnych eliminacjach | Wyniki w poszczególnych eliminacjach | Wyniki w poszczególnych eliminacjach | Wyniki w poszczególnych eliminacjach | Wyniki w poszczególnych eliminacjach | Pkt. | Msc. |
| ---- | ---------------------------- | ------------------------------ | ------------------------------------ | ------------------------------------ | ------------------------------------ | ------------------------------------ | ------------------------------------ | ------------------------------------ | ------------------------------------ | ------------------------------------ | ------------------------------------ | ------------------------------------ | ------------------------------------ | ---- | ---- |
| 1987 |                              |                                | Włochy                               | Hiszpania                            | Francja                              |                                      | Belgia                               | Czechosłowacja                       | Wielka Brytania                      | Australia                            | Australia                            | Nowa Zelandia                        | Japonia                              | 0    | NS   |
| 1987 | Everlast Automotive Services | Holden VL Commodore SS Group A | -                                    | -                                    | -                                    | -                                    | -                                    | -                                    | -                                    | 14                                   | -                                    | -                                    | -                                    | 0    | NS   |